# Rudolf Tobias
 (février 2024).
Si vous disposez d'ouvrages ou d'articles de référence ou si vous connaissez des sites web de qualité traitant du thème abordé ici, merci de compléter l'article en donnant les références utiles à sa vérifiabilité et en les liant à la section « Notes et références ».
Rudolf Tobias, né le 29 mai 1873 à Käina (Keinis à l'époque, île de Hiiumaa, Estonie, dans l'Empire russe) et mort le 29 octobre 1918 à Berlin d'une pneumonie,,, est un compositeur et organiste estonien.

## Biographie
Enfant, il commence sa formation musicale auprès de son père, puis à partir de 1885, étudie le piano dans une école d'Hapsal (gouvernement d'Estland), avant d'entrer en 1889 à la Première Haute École de Musique (« Nikolai Gümnaasiumi ») de Reval (aujourd'hui Tallinn), où il apprend l'orgue et la théorie musicale auprès d'Ernst Reinicke (1856-1911), organiste à la Cathédrale Sainte-Marie de Reval. En 1893, il intègre le Conservatoire de Saint-Pétersbourg (Russie), où il poursuit son apprentissage de l'orgue avec Louis Homilius (1845-1908) et suit la classe de composition de Nikolaï Rimski-Korsakov ; il en ressort diplômé en 1897.
De 1898 à 1904, il est organiste et chef de chœur à l'Église estonienne Saint-Jean de Saint-Pétersbourg. Il commence également une carrière de journaliste, spécialisé dans le domaine musical. En 1904, il s'installe à Iouriev en Livonie (ex Dorpat), aujourd'hui Tartu en Estonie, où il enseigne la musique. De plus, il y organise des concerts, et se produit comme pianiste et organiste, ou encore comme chef d'orchestre (dirigeant en particulier des oratorios de Haendel et de Mendelssohn).
Mais la vie musicale lui paraissant limitée dans son pays, et compte tenu de difficultés économiques, Rudolf Tobias choisit de migrer en Europe de l'Ouest au début de l'année 1908, passant par Paris, Munich, Prague, Dresde et Eichwald, avant de s'établir à Leipzig (Allemagne) à la fin de cette même année, et enfin à Berlin en 1910. Il y travaille comme journaliste, organiste, et enseigne à l'Académie royale de musique (« Königliche Hochschule für Musik ») à partir de 1912. Il ne quittera plus Berlin (sauf un bref séjour dans son pays natal en 1913, afin de diriger quelques-unes de ses œuvres) et obtiendra même la citoyenneté allemande en 1914, lorsque débute la Première Guerre mondiale : il est enrôlé comme interprète dans l'armée de son pays d'adoption en 1915 mais, en raison d'une santé précaire, sera démobilisé dès l'année suivante (1916). Il retourne alors enseigner à l'Académie de Musique pré-citée, jusqu'à son décès prématuré en 1918. Il est enterré au cimetière de Wilmersdorf de Berlin.
Considéré comme le « père fondateur » de la musique « classique » estonienne, on lui doit des pièces pour piano, pour orgue, de la musique de chambre, des œuvres pour orchestre, ainsi que des compositions faisant appel à la voix soliste et/ou à des chœurs (notamment deux oratorios, le second inachevé), le tout dans une veine romantique, marqué par l'impressionnisme et l'expressionnisme.

## Œuvres (sélection)

### Pièces pour piano
- 1892 : Rondo (4 mains) en ut mineur ; Images d'automne (Sügispildikesed) ;
- 1897 : Sonate en ut mineur (réputée perdue, sauf le Finale) ;
- 1902 : Fantaisie sur des chants populaires estoniens (Fantaasia eesti rahvaviisidele) ;
- 1903 : Humoresque (Humoresk) en sol mineur ;
- 1910 : Quatre pièces pour piano (Neli klaveripala) ; Quatre préludes (Neli prelüüdi) ; Burlesque « Walpurgis » (Walpurgi burlesk) ; Nocturne (Ööpala) ;
- 1912 : Deux sonatines, en la bémol majeur et en ut mineur ;
- 1913 : Au printemps (Kevadel), quatre pièces.

### Pièces pour orgue
- 1898 : Fugue en ré mineur ;
- 1914 : Chaconne, prélude et fuguette (Chaconne ning prelüüd ja fugett) ; 12 préludes de choral (12 koraaliprelüüdi).

### Musique de chambre
- 1899 : Quatuor à cordes n° 1 en ré mineur ;
- 1902 : Quatuor à cordes n° 2 en ut mineur ;
- 1914 : Durch die Nacht (Läbi öö), pour violon et piano.

### Œuvres pour orchestre
- 1896 : Ouverture Julius Caesar ;
- 1897 : Concerto pour piano en ré mineur ;
- 1902 : Variations de choral (Koraalivariatsioonid), avec orgue solo ;
- 1905 : Le Rêve du Kalevipoeg (Kalevipoja unenägu), avec récitant ;
- 1907 : Burlesque (Burlesk) ;
- 1909 : Capriccio Les messages de la corneille (Varese sõjasõnumida) ;
- 1912 : L'Épilogue du Kalevipoeg (Kalevipoja epiloog), avec récitant.

### Œuvres avec voix soliste(s) et/ou chœurs
- 1897 : Cantate Johannes Damascenus (Johannes Damaskusest) pour soli, chœur mixte, chœur d'hommes, orgue et orchestre ;
- 1902 : Psaume 51 pour baryton et orchestre ;
- 1903 : Neenia, pour chœur d'hommes a cappella ;
- 1904 : Psaume 42 Gleichwie der Hirsh (Otsekui hirv) pour chœurs et orgue ;
- 1909 : Oratorio Des Jona Sendung (Joonase lähetamine) pour soli, deux chœurs mixtes, chœur d'enfants, orgue et orchestre ;
- 1910 : Les Jeunes Forgerons (Noored sepad), pour chœurs et orchestre ;
- 1911 : Ballade La Belle Jeune Fille (Sest Ilmaneitsist ilusast), pour soprano et orchestre ;
- 1915 : Motets pour chœur a cappella ;
- 1918 : Oratorio Jenseits des Jordan (Sealpool Jordanit) pour mezzo-soprano, chœurs, orgue et orchestre (inachevé, complété et édité par Vardo Rumessen[5]).